# 田村謙治
田村 謙治（たむら けんじ、1968年3月19日 - ）は、日本の政治家。元衆議院議員（3期）。元内閣府大臣政務官。

## 経歴

### 生い立ち
東京都練馬区出身。筑波大学附属駒場中学校・高等学校、東京大学法学部卒業。

### 官界にて
1991年、大蔵省（当時）に入省。配属先は銀行局総務課。直属の上司である総務課企画官に畑中龍太郎がいた。1992年に銀行局特別金融課。1993年にミシガン大学大学院に留学する。1995年7月、主税局調査課外国調査第一係長。2002年、財務省を退官し山村健衆議院議員の政策秘書になる。2003年11月の第43回衆議院議員総選挙に、民主党公認で静岡4区から出馬するも小選挙区で敗れ、比例復活もならず落選。

### 政界にて

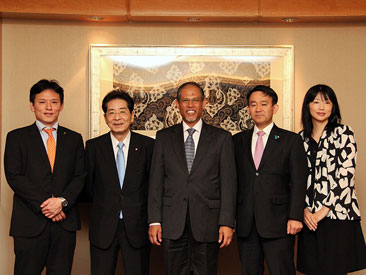
2012年5月、シンガポールにて国務大臣（外務・内務担当）マサゴス・ズルキフリ（中央）、衆議院議員仙谷由人（左から2人目）、谷田川元（右から2人目）、三宅雪子（右端）らと

2003年11月の総選挙において田村は当初、民主党比例東海ブロックの落選者の中で、津川祥吾、浅野真に次いで惜敗率が3位であったが、比例復活で当選した愛知10区の佐藤観樹が秘書給与詐取により辞職したことで、次点の津川が繰り上げ当選。続いて、次々点の浅野が公職選挙法違反容疑により公判中だった2004年3月、比例区名簿から削除された。田村は3位から次点に繰り上がり、2004年11月4日に都築譲が公職選挙法違反により辞職したため、繰り上げ当選した。
2005年9月の第44回衆議院議員総選挙では、小泉旋風の煽りを受けて静岡4区では敗れたが、比例東海ブロックで復活し再選。
2009年8月の第45回衆議院議員総選挙では、初めて静岡4区で当選し、3選。同年9月、鳩山由紀夫内閣で内閣府大臣政務官に就任。2010年6月に発足した菅直人内閣でも再任された。同年9月、菅直人改造内閣発足に伴い退任し、民主党総括副幹事長に就任。2011年1月、副幹事長を退任し、民主党政策調査会副会長に就任。同年6月、民主党静岡県連会長に就任。
2012年12月の第46回衆議院議員総選挙および2014年12月の第47回衆議院議員総選挙では、いずれも小選挙区で敗れ、比例復活もならず落選した。2015年2月16日に民主党静岡県第4区総支部長を辞任。政界引退は否定している。
2015年3月に活動の拠点を東京に移し、楽天株式会社アドバイザー、政策研究大学院大学客員研究員などを務めた。
2017年9月28日、民進党は希望の党への合流を決定。10月1日、東京16区の初鹿明博は記者会見し、希望の党ではなく民進党の公認で立候補したいと表明した。10月3日午前、新党「立憲民主党」が設立され、初鹿は設立届に名を連ねた。同日午後、希望の党は衆院選の第1次公認192人を発表。同党が東京16区に田村を擁立したことが明らかとなった。10月22日に行われた第48回衆議院議員総選挙に希望の党公認で東京16区から立候補。小選挙区では自民党の大西英男が当選。立憲民主党の初鹿は比例復活で当選。田村は3番目の得票数で落選した。
現在は、ベンチャー企業数社の顧問、一般財団法人役員を務めている。
2025年、第35回ゆうばり国際ファンタスティック思い出映画祭 運営委員会事務局マネージング・ディレクターに就任。

## 政策・主張
- 憲法改正に賛成[16]。
- 集団的自衛権の行使を禁じた政府の憲法解釈を見直すことに賛成[16]していた。2014年の衆院選では、憲法を変えたうえで認めるべき、としている[17]。
- 日本の核武装について検討すべきでないとしている[16]。
- 原子力規制委員会の新基準を満たした原発は再開すべきとしている[16]。
- 選択的夫婦別姓制度導入に賛成[18]。
- 女性宮家の創設に賛成[16]。
- 日本のTPP参加に賛成[16]。
- 永住外国人への地方選挙権付与に反対[19]。
- 恒久平和調査局設置法案に賛成[20]。
- 日本軍が慰安婦を強制連行したとする主張に反対[21]。
- 財政健全化のためにはアベノミクスは緊急の対処にすぎず不適だとしている[22]。消費税増税については「やむを得ない」としている[23]。

## 所属していた団体・議員連盟
- 慰安婦問題と南京事件の真実を検証する会
- 永住外国人の地方参政権を慎重に考える勉強会
- 朝鮮通信使交流議員の会
- 日本会議国会議員懇談会
- 国のかたち研究会

## 人物
- 吉本興業のお笑い芸人たむらけんじと同じで、愛称は「たむけん」。2007年10月には、議員会館にてたむらの訪問を受けている[24]。
- キャッチコピーは「たむけん見参」。月に1度、地元ラジオ局エフエムしみずでそのキャッチコピーを冠とした番組「たむけん見参!」に出演している。座右の銘は「初心忘れず、初志貫徹」[25]。
- 清水エスパルスのチームカラーであり、「元気」を象徴するオレンジがイメージカラーとなっている[25]。
- 大蔵官僚としてベトナムに出張した際、現地の人からベトナム語で話しかけられたという[26]。
- 民主党内では保守派に属しており、映画「南京の真実」の賛同者である。また、アメリカ合衆国下院121号決議の全面撤回を求める7月13日付けのアメリカ合衆国大使館への抗議書（チャンネル桜主導）の賛同者に名を連ねている[27]。
- 小林よしのりによる対談本『希望の国 日本』の中でも、外国人参政権への反対を表明した[28]。
- 尊敬する人は高杉晋作[25]。
- 趣味は、お酒、音楽、サッカー観戦、お笑い、映画、絵画[25]。
- 好きなお笑い芸人は、爆笑問題、くりぃむしちゅー、NON STYLE、サンドウィッチマン[25]。
- 好きな映画は「バックドラフト」、「プライベート・ライアン」、「Uボート」、「インディペンデンス・デイ」、「ライアー・ライアー」、「スパイダーマン」[25]。

## 論文
- 国立情報学研究所収録論文 国立情報学研究所